# Xenichthys rupestris
Xenichthys rupestris és una espècie de peix pertanyent a la família dels hemúlids.

## Hàbitat
És un peix marí, demersal i de clima tropical.

## Distribució geogràfica
Es troba al Pacífic sud-oriental: el Perú.

## Estat de conservació
Atès que és una espècie planctòfaga, és probable que sigui molt afectada quan s'esdevé el fenomen meteorològic d'El Niño. A més, la seva distribució geogràfica tan restringida, la destrucció dels manglars i dels estuaris, i el desenvolupament costaner poden afectar negativament la supervivència d'aquesta espècie.

## Observacions
És inofensiu per als humans.